# Municipio di Chișinău
Il Municipio di Chişinău (in romeno Primăria Municipiului Chișinău) è un monumento storico e architettonico costruito in stile gotico italiano situato nel centro di Chişinău, in Moldavia.
Originariamente costruito come casa della Duma di città nel 1901, il palazzo fu quasi distrutto durante la Seconda Guerra Mondiale. Fu ricostruito nel dopoguerra sulla base di immagini e progetti di costruzione sopravvissuti.

## Galleria d'immagini

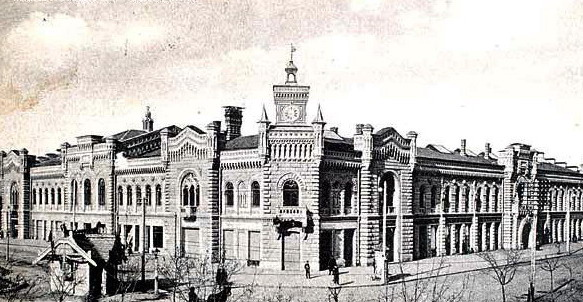
Municipio di Chisinau nel 1900
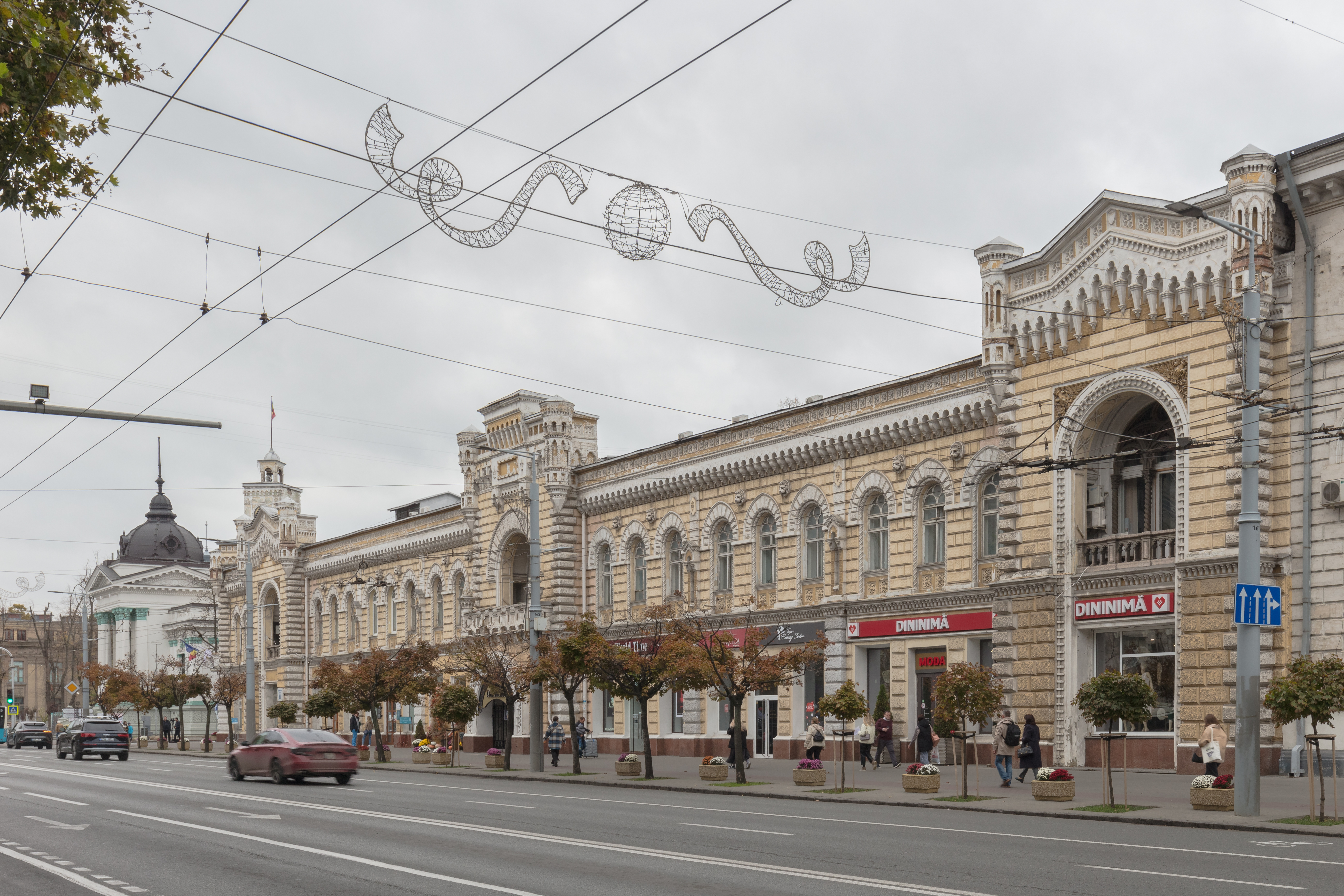
Municipio costruito nel 1817
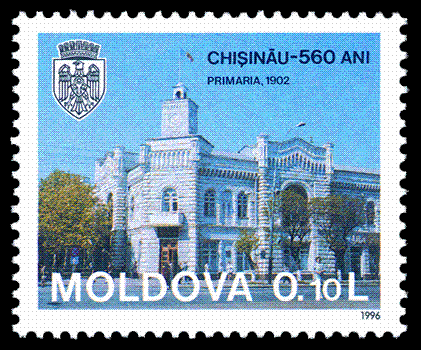
Francobollo del 1996